# Alexandru Penciu

a Compétitions nationales et continentales officielles uniquement.

b Matchs officiels uniquement.
Alexandru Penciu, né le 1er novembre 1932 à Bucarest et mort le 11 août 2023 à Belluno, est un joueur international roumain de rugby à XV. Il se reconvertit ensuite en tant qu'entraîneur.

## Biographie
Il meurt le 11 août 2023 à Belluno.

## Palmarès
- Champion de Roumanie (5) : 1953, 1954, 1961, 1963, 1964
- Coupe de Roumanie (4): 1953, 1955, 1956, 1958